# Пинсон, Дарвин
Дарвин Даринель Пинсон Каманьо (исп. Darwin Darinel Pinzón Camaño; род. 2 апреля 1994, Панама, Панама) — панамский футболист, полузащитник, клуба «Спортинг Сан-Мигелито» и сборную Панамы.

## Клубная карьера
Пинсон — воспитанник клуба «Спортинг Сан-Мигелито». 29 июля 2012 года в матче против «Альянсы» он дебютировал в чемпионате Панамы. 20 января 2013 года в поединке против «Чоррильо» Дарвин забил свой первый гол за «Спортинг». В том же году он стал чемпионом Панамы.

## Международная карьера
В 2011 году в составе юношеской сборной Панамы Пинсон принял участие в юношеском чемпионате мира в Мексике. На турнире он сыграл в матчах против команд Германии и Мексики.
21 августа 2014 года в товарищеском матче против сборной Кубы Пинсон дебютировал за сборную Панамы. В этом же поединке он сделал «дубль», забив свои первые голы за национальную сборную.
В 2015 году Дарвин стал бронзовым призёром Золотого кубка КОНКАКАФ. На турнире он сыграл в матче против сборной США.

### Голы за сборную Панамы
| #   | Дата            | Место                             | Противник | Счёт | Результат | Соревнование      |
| --- | --------------- | --------------------------------- | --------- | ---- | --------- | ----------------- |
| 01. | 21 августа 2014 | Роммель Фернандес, Панама, Панама | Куба      | 1:0  | 4:0       | Товарищеский матч |
| 02. | 21 августа 2014 | Роммель Фернандес, Панама, Панама | Куба      | 3:0  | 4:0       | Товарищеский матч |

## Достижения
Командные
 «Спортинг Сан-Мигелито»
- Чемпионат Панамы по футболу — Клаусура 2013

Международные
 Панама
- Золотой кубок КОНКАКАФ — 2015